# Schloss Arenberg (Löwen)
Schloss Arenberg (niederländisch Arenbergkasteel oder auch kasteel van Arenberg) ist ein Schloss in Heverlee, einer Teilgemeinde der belgischen Stadt Löwen. Das heutige Gebäude stammt aus dem 16. Jahrhundert, wurde aber in den darauffolgenden Jahrhunderten baulich noch verändert. Die Architektur ist größtenteils traditionell flämisch mit einer Kombination von Backstein und Fenstereinfassungen aus Sandstein. Darüber hinaus finden sich am Gebäude noch Elemente der Spätgotik, Renaissance und Neugotik. Charakteristisch sind die zwei mächtigen Ecktürme, auf denen jeweils ein deutscher Adler prangt. Das Schloss steht heute im Eigentum der Katholieke Universiteit Leuven und ist das Hauptgebäude der Fakultät für Ingenieurwissenschaften.

## Geschichte
An der Stelle des heutigen Schlosses befand sich seit dem 12. Jahrhundert die Burg des Herren von Heverlee. Diese Familie verarmte im Laufe der folgenden Jahrhunderte, sodass sie 1445 gezwungen war, das Anwesen zu verkaufen. Dadurch kam das Gut an die picardische Familie von Croÿ. Unter Guillaume II. de Croÿ wurde die mittelalterliche Burg teilweise durch das heutige Schloss ersetzt. Er stiftete auch das Cölestiner-Kloster auf dem Schlossgelände (heute Campusbibliothek). Nachdem der letzte Herzog Charles III. de Croÿ 1612 ohne Nachkommen gestorben war, ging das Schloss durch die Heirat seiner Schwester an die Familie Arenberg über. Diese bewohnte das Schloss bis zum Ersten Weltkrieg. Bereits vor dem Krieg wollte der damalige Herzog das Schloss der Universität  übereignen und den umliegenden Park für einen günstigen Preis an sie verkaufen. Doch nach Kriegsausbruch beschlagnahmte der belgische Staat das Schloss, und so dauerte es noch bis 1921, ehe die Universität Schloss und Park erwerben konnte. Das Gelände wurde im Stil eines amerikanischen Universitätscampus zu einem Campus für Natur- und Ingenieurwissenschaften ausgebaut.